# 陕西岩蕨
陕西岩蕨（学名：Woodsia shensiensis）为岩蕨科岩蕨属下的一个种。

## 扩展阅读
- 維基物種上的相關：陕西岩蕨